# Mother (canção de Luna Sea)
"Mother" é o quinto single da banda de rock japonesa Luna Sea, lançado em 22 de fevereiro de 1995 e incluído no álbum de mesmo nome.
Foi composta por Inoran e seu videoclipe foi gravado na Irlanda. A versão single é ligeiramente diferente da presente no álbum. O lado B é uma versão ao vivo de "Déjàvu", do álbum Image.

## Recepção
Alcançou a quinta posição na Oricon Singles Chart, permanecendo na parada por oito semanas.

## Faixas
Todas as letras escritas por Ryuichi. 
| N.º            | Título                  | Música         | Duração |  |
| 1.             | "Mother"                | Inoran         | 5:25    |  |
| 2.             | "Déjàvu (Live Version)" | Sugizo         | 4:54    |  |
| Duração total: | Duração total:          | Duração total: | 10:19   |  |

## Ficha técnica
Luna Sea
- Ryuichi - vocais
- Sugizo - guitarra, violino
- Inoran - guitarra
- J - baixo
- Shinya Yamada - bateria